# Angel (Halle Bailey)
Angel è un singolo della cantautrice statunitense Halle Bailey, pubblicato il 4 agosto 2023. Rappresenta la prima pubblicazione della Bailey da solista, dopo la dipartita dal duo Chloe x Halle.

## Descrizione
La canzone è stata prodotta da Theron "NeffU" Feemster e presenta sonorità R&B e gospel. Halle ha spiegato il significato della canzone e il suo processo di scrittura:

## Accoglienza
Robin Murray, recensore di Clash, ha definito la canzone una «splendida ballata R&B» con un «pezzo musicale emotivo», che fa «pieno uso della sua incredibile voce con i suoi sottili aumenti e le sue sbalorditive cadute». Alex Gonzalez di Uproxx ha scritto che la cantante «riflette sulla crescita sotto i riflettori», cantando «su una ballata guidata da piano e corde» in cui «si eleva al di sopra del mal di cuore e incoraggia gli altri a seguirla».
In una recensione della canzone, HotNewHipHop ha rilevato che «il lavoro di Neffu unisce la potente performance vocale di Halle con arpe spettrali, preparando la canzone per un accumulo di acciaio che si scarica emotivamente al suo apice», sottolineando che ha focalizzato «una maggiore comprensione della sua personalità» e ha mostrato «dove lei e sua sorella si differenziano musicalmente». Shelby Stewart di Essence ha scritto che la produzione della canzone ha infuso «R&B e gospel con elementi cinematografici» definendo la voce della cantante «ipnotica», che «trasmette con passione i testi». La scrittrice ha descritto la canzone come «un inno per affermare le donne e una nota a se stessa che il suo lavoro conta e ha valor».

## Tracce
Testi e musiche di Theron Feemster, Coleridge Tillman e Halle Bailey.
1. Angel – 3:39

## Classifiche
| Classifica (2023) | Posizione massima |
| ----------------- | ----------------- |
| Nuova Zelanda     | 13                |